# Brassica bivoniana
Brassica bivoniana är en korsblommig växtart som beskrevs av Mazzola och Francesco Maria Raimondo. Brassica bivoniana ingår i släktet kålsläktet, och familjen korsblommiga växter. Inga underarter finns listade i Catalogue of Life.